# WikkaWiki
WikkaWiki (ВиккаВики) — проект вики-движка, основанный на заброшенном движке WakkaWiki (ВаккаВики). Проект создан на языке PHP и использует MySQL. Проект распространяется на условиях Общественной лицензии GNU.
- 1-го сентября 2009 года выпущена версия 1.2.
- 31-го марта 2011 года выпущена версия 1.3.1.
- 19 апреля 2020 года была выпущена версия 1.4.2

Также доступны ночные сборки на официальном сайте.
Проект перестает развиваться.

## Системные требования
- Веб-сервер с не менее 1Mb свободного места на диске
- PHP 4.1 или выше (или версии 5.0, если установлены расширения mysql)
- MySQL 3.23 или выше (размер базы данных зависит от проекта)

Необязательные требования:
- включённый mod_rewrite модуль Apache

## Скорость и производительность
Благодаря легкому ядру WikkaWiki показывает впечатляющую производительность.
Время, необходимое для генерации страницы из базы данных, отображается в нижней части каждой страницы.

## Стандарты и протоколы WikkaWiki
Официальные спецификации стандартов и протоколов, используемых в WikkaWiki.
XHTML: Расширяемый язык разметки гипертекста
XHTML 1.0 (1 August 2002)
CSS: Каскадная таблица стилей
CSS 2.1 (25 February 2004)
URI: единообразный идентификатор ресурса
RSS: очень простое приобретение информации
RSS 2.0 спецификация
RSS 0.92

## Установка WikkaWiki
- Полноценная установка или обновление через web
- Доступ к shell или права root не требуется
- Необязательная поддержка Optional rewrite правил

## Безопасность и антиспам WikkaWiki
- SafeHTML функции для фильтрации потенциально опасного контента.
- Чёткий и мощный механизм разграничения:
  - уровень каталога через .htaccess,
  - глобальные списки ACL,
  - постраничные уровни ACL.
- Расширенное управление referer с поддержкой чёрного списка.